# Lydella dubia
Lydella dubia là một loài ruồi trong họ Tachinidae.